# غوردون غراهام
غوردون غراهام هو كاتب كندي، ولد في 27 مايو 1955.